# Simon de Colines
Simon de Colines (1480-1546) (* Gentilly, perto de Paris ou Pont-de-Colines, na Picardia, 1480 † Paris,  1546) foi tipógrafo, impressor e publicador francês. Trabalhou como parceiro de Henri Estienne, o Velho (1470-1520), fundador de uma importante oficina tipográfica em Paris. Com a morte deste, casou com sua viúva, dando continuidade ao trabalho do antigo sócio. Foi um dos pioneiros no uso do tipo itálico. Preparou o primeiro texto crítico do Novo Testamento em grego. Se conhecem cerca de 690 livros impressos por ele.

## Publicações
- Grammatographia ad prompte citoq́ve discendam grammaticen, tabulas tum generales, tum speciales, continens, 1533
- M. Tullii Ciceronis rhetoricorum libri quatuor ad Herennium : Item ; M. Tullii Ciceronis de inventione libri duo, 1524
- Orontii Finei delphinatis, regii mathematicarvm professoris, Quadrans astrolabicvs, 1534